# Organiste doré
Chlorophonia cyanocephala
Espèce
Statut de conservation UICN

 LC  : Préoccupation mineure
L'Organiste doré (Chlorophonia cyanocephala, anciennement Euphonia cyanocephala) est une espèce d'oiseau de la famille des Fringillidae.

## Liste des taxons de rang inférieur
D'après la classification de référence (version 14.1, 2024) du Congrès ornithologique international (ordre phylogénique) :
- Chlorophonia cyanocephala pelzelni (P.L.Sclater, 1886)
- Chlorophonia cyanocephala insignis (P.L.Sclater & Salvin, 1877)
- Chlorophonia cyanocephala cyanocephala (Vieillot, 1819)

## Systématique
Le nom scientifique complet (avec auteur) de ce taxon est Euphonia cyanocephala (Vieillot, 1819).
L'espèce a été initialement classée dans le genre Pipra sous le protonyme Pipra cyanocephala Vieillot, 1818.
Ce taxon porte en français le nom vernaculaire ou normalisé suivant : Organiste doré,.
Euphonia cyanocephala a pour synonyme :
- Pipra cyanocephala Vieillot, 1818